# 于韦内富尔
于韦内富尔（法語：Uvernet-Fours）是法国上普罗旺斯阿尔卑斯省的一个市镇，位于该省东北部，阿尔卑斯山深处，海拔在1000~3000米之间。行政上属于巴瑟洛内特区。该市镇2009年时的人口为586人。

## 交通
上普罗旺斯阿尔卑斯省省道D109线、D902线和D908线在境内交汇。

## 人口
于韦内富尔人口变化图示
| 数据来源：INSEE |